# Sebastian Scheid

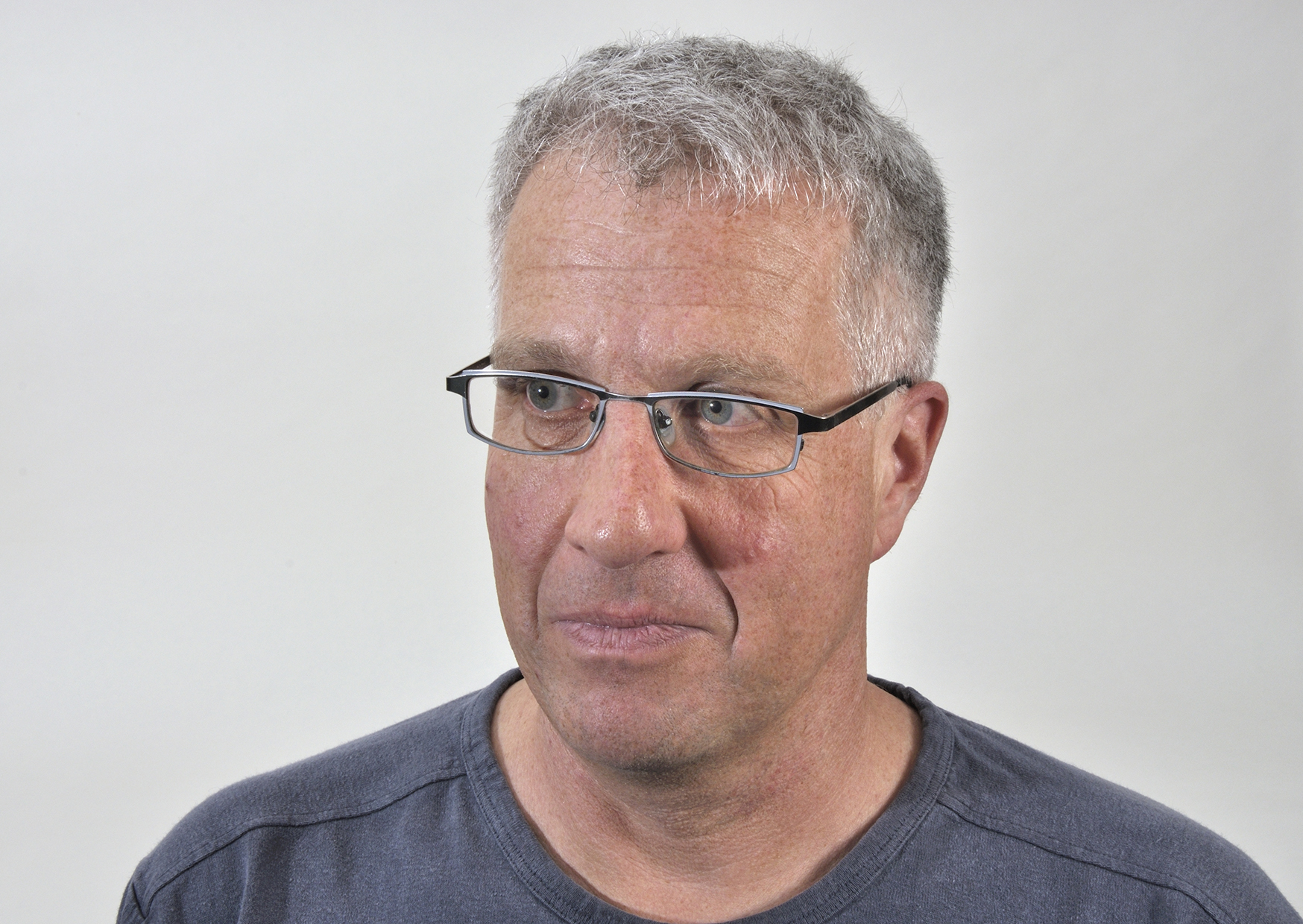
Sebastian Scheid 2014

Sebastian Scheid (* 17. April 1962 in Hanau) ist ein deutscher Keramiker.

## Leben
Sebastian Scheid wurde am 17. April 1962 als Sohn des Keramikerehepaares Ursula und Karl Scheid in Hanau geboren. Er wuchs in Düdelsheim bei Büdingen auf, wo er 1969 bis 1982 das Wolfgang-Ernst-Gymnasium besuchte und mit dem Abitur abschloss.
In den Jahren 1980–82 war Scheid jährlich für ein bis zwei Monate in den Keramikwerkstätten Diana Rose und Dartington Potters Training Workshop in England tätig. 1983 verbrachte er ein sechsmonatiges Keramikpraktikum bei Ruth Duckworth, Chicago, USA. 1984 ging er für eine zweieinhalbjährige Lehrzeit zu Tatsuzō Shimaoka (1919–2007 jap. 島岡 達三) in Mashiko (jap. 益子町) in Japan.
Seit 1987 lebt Scheid wieder in Düdelsheim. In den Jahren 1988–1996 hielt er sich alle zwei Jahre zu mehrmonatigen Studien in Keramikwerkstätten in Japan unter anderem bei Darice Veri, Masajuki Miyajima und Chikako und Masamichi Yoshikawa auf.
Scheid ist verheiratet und hat zwei Kinder.

## Werk

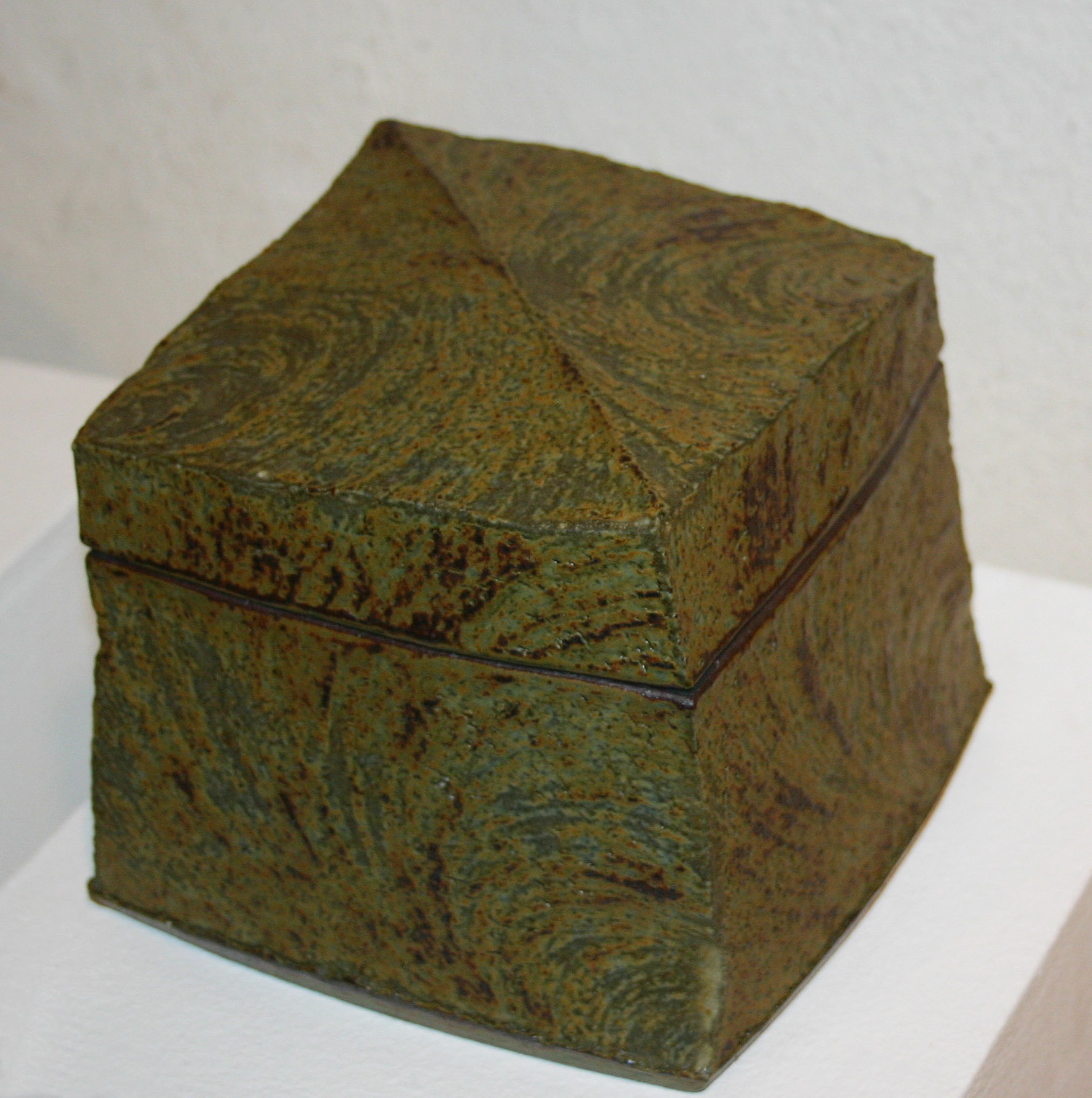
Dose

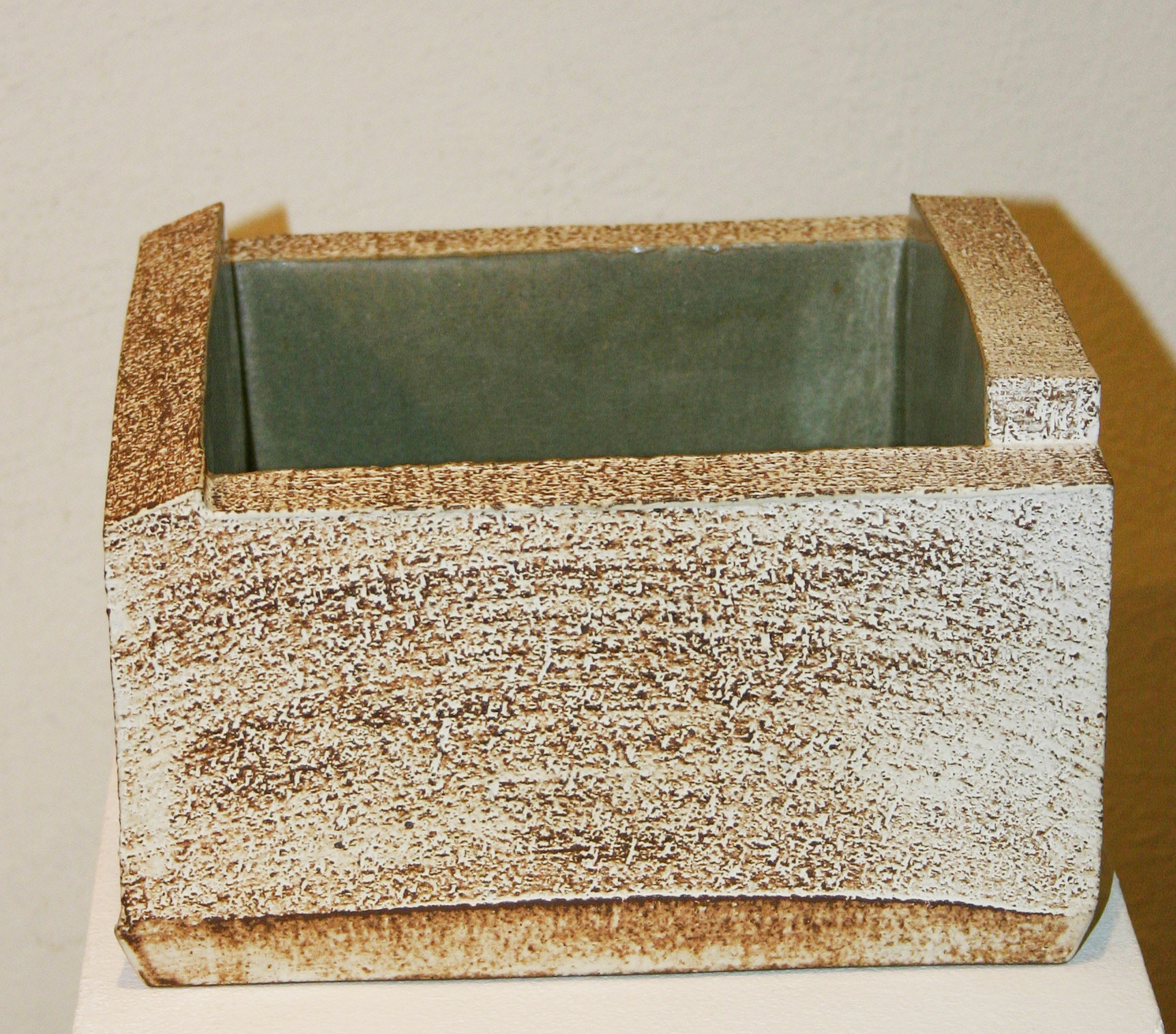
Dose

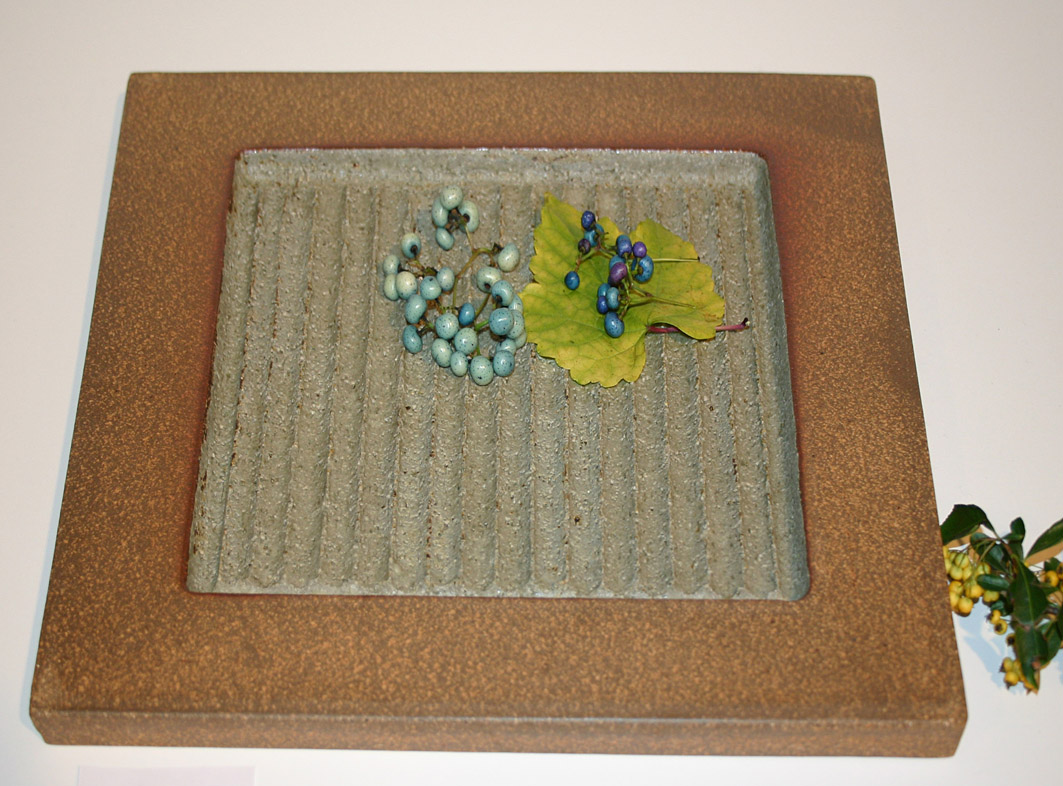
Wellenformen

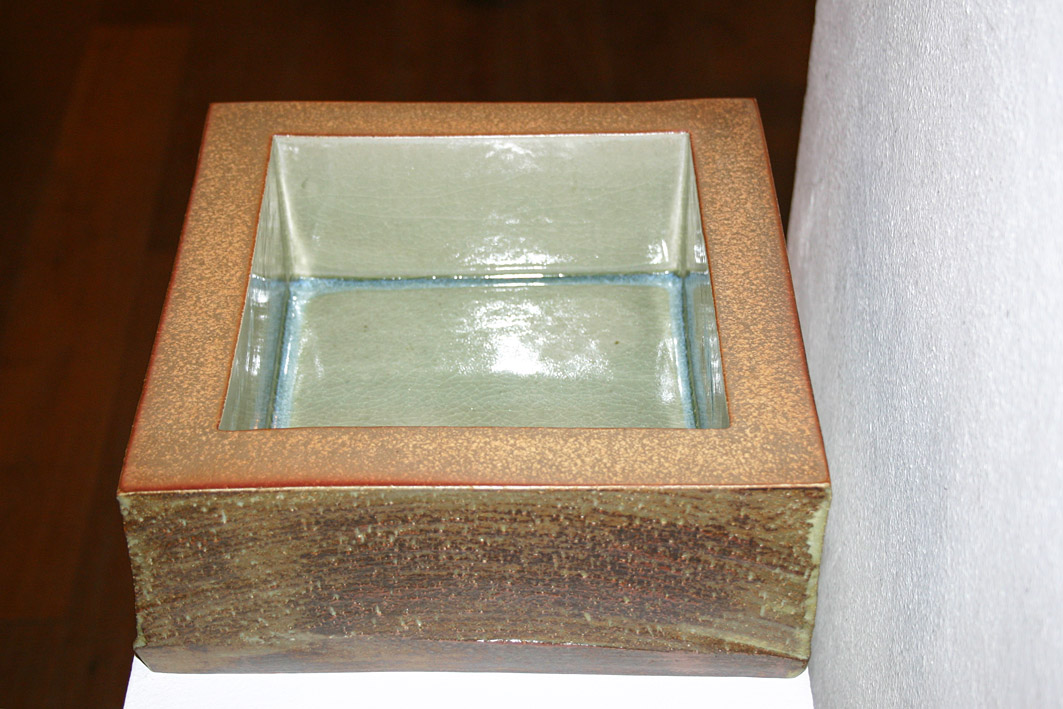
Gefäß

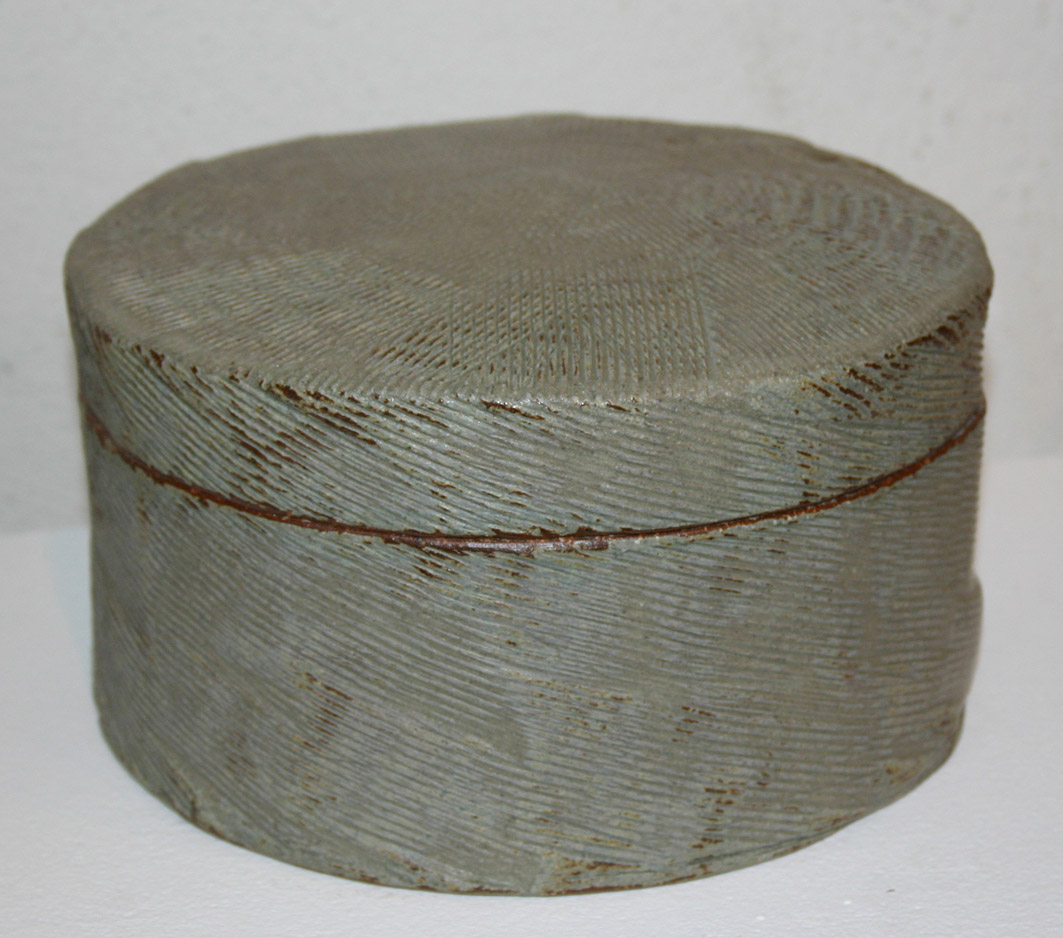
Dose

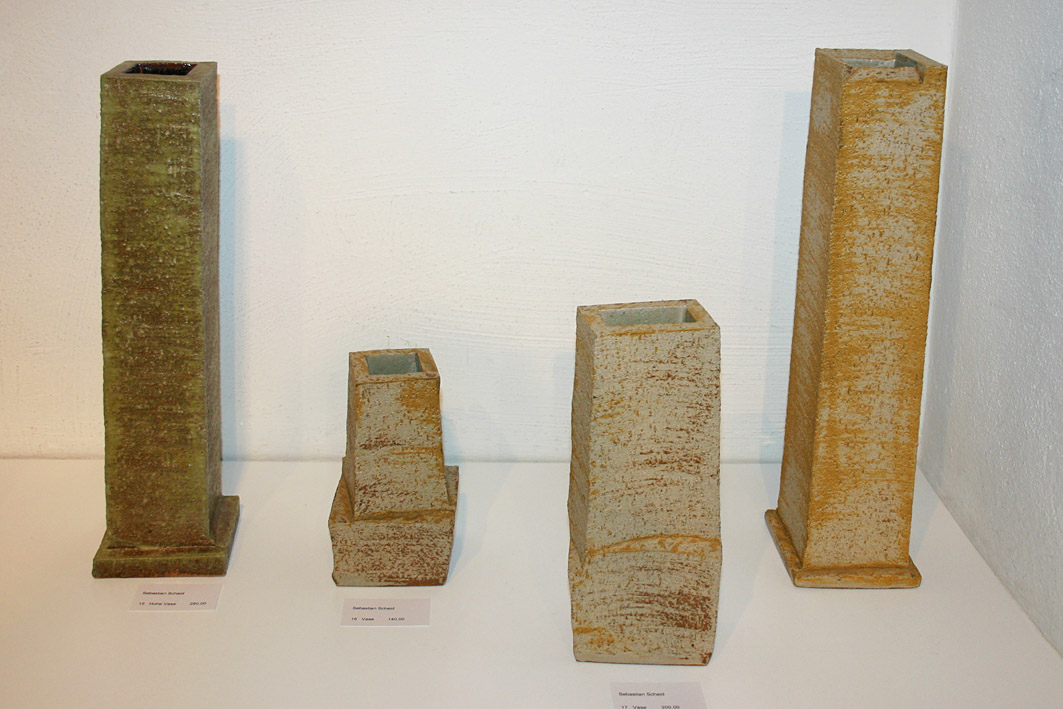
Gefäße

Sebastian Scheid schneidet seine Objekte aus dem Tonblock heraus. Die entstehenden knappen stereometrischen Formen bezeichnet Scheid als Vasen und Kasten. So entstehen tatsächlich Skulpturen, die nicht nur für sich allein, sondern auch dekoriert etwa mit Blumen wirken. Unter schichtartig übereinander liegenden Flächen, die sich an nach innen geneigten Kanten brechen, verjüngt sich die Form zur soliden Standfläche. Die Struktur der Außenseiten ergibt sich durch die Bearbeitung mit dem Scheidedraht, die Natürlichkeit der Flächen wird durch die sparsam eingesetzten Glasuren erhalten. Im Gegensatz dazu sind die Innenwände geglättet und mit einer deckenden Glasur überzogen und wirken seidig und kostbar. Scheid wählt zurückhaltende Farben für seine Glasuren, sie wirken so unaufdringlich und heischen nicht nach Aufmerksamkeit.

## Auszeichnung
- 2010: Grassipreis der Carl-und-Anneliese-Goerdeler-Stiftung

## Arbeiten in Museen
- Keramik-Museum Berlin
- Badisches Landesmuseum, Karlsruhe.
- Museum für Angewandte Kunst (Leipzig) Grassimuseum, Leipzig.
- Keramion, Museum für zeitgenössische Keramik, Frechen.
- Keramikmuseum Westerwald, Höhr-Grenzhausen.
- Marburger Universitätsmuseum für Kunst und Kulturgeschichte.
- Museum Angewandte Kunst, Frankfurt am Main.
- Museum für Kunst und Gewerbe, Hamburg.
- Museen der Stadt Landshut, Sammlung Rudolf Strasser.
- Museum Boymans van Beuningen, Rotterdam, Niederlande.
- Schloss Gottorf, Landesmuseum für Kunst und Kulturgeschichte, Schleswig.
- Schlossmuseum Gotha, Schenkung Reimers.
- Emslandmuseum Schloss Clemenswerth, Sögel.

## Ausstellungen (Auswahl)
- 1993 Gemeinschaftsausstellung Kloster Cismar, Schleswig-Holsteinisches Landesmuseum

- 2000
  - Standpunkte, Keramik aus Deutschland und Dänemark,
  - Keramikmuseet Grimmerhus, Middelfart, Dänemark.
  - Galerie im Kelterhaus, Rosemarie Jäger, Hochheim/Main zusammen mit Joshiji Onuki.
  - Craft from Scratch - Eine Spur von Handarbeit, 8.
  - Triennale - Australien Deutschland, Frankfurt, M.; Sydney; Adelaide.
  - Galerie B 15, München, zusammen mit Claudia Spielmann (Malerei).

- 2001
  - Galerie Brigitte Klee, Darmstadt zusammen mit Tjok Dessauvage.
  - 2. Internationale Keramikbiennale der Stadt Kapfenberg, Kapfenberg, AT.

- 2002
  - Galerie Barthels, Mönchengladbach.
  - Galerie Terra, Delft, Niederlande.
  - Galerie Metzger, Johannesberg, zusammen mit Claudia Spielmann (Malerei).

- 2003
  - Rosenthal Galerie, Hamburg, zusammen mit Jan Kollwitz und Stefan Fitzlaf.
  - Galerie Heller, Heidelberg, als Gast der Gruppe ’83.

- 2004
  - Marburg Universitätsmuseum, zusammen mit Ursula und Karl Scheid.
  - Galerie B 15, München, zusammen mit Claudia Spielmann-Hoppe (Malerei).

- 2005
  - Keramikmuseum Staufen im Breisgau, Einzelausstellung.
  - Espace Culturel Bertin Poirée, Paris; Regards croisés sur la céramique.
  - Emslandmuseum Schloss Clemenswerth, "Forum Form Clemenswerth", Sögel.
  - Kunstraum Klosterkirche, Traunstein, zusammen mit Marianne Duntze und Claudia Spielmann (Malerei).

- 2006
  - Jubiläumsausstellung "50 Jahre in Düdelsheim".
  - Galerie Brigitte Klee, Darmstadt, zusammen mit Ruth Wagner (Malerei).

- 2007
  - Seladon Galerie Handwerk, Handwerkskammer München
  - Galerie Barthels, Mönchengladbach (Einzelausstellung).
  - Galerie Metzger, Johannesberg, zusammen mit Claudia Spielmann (Malerei).

- 2008
  - Galerie Rosemarie Jäger, Eine Familie – Drei Standpunkte zum Thema Gefäß, Hochheim am Main.
  - North meets East, Keramikmuseum Kellinghusen.
  - Keramik dieser Welt - ceramics, Galerie Handwerk, Koblenz.